# 长安街
39°54′28″N 116°23′51″E / 39.9077138°N 116.3974777°E

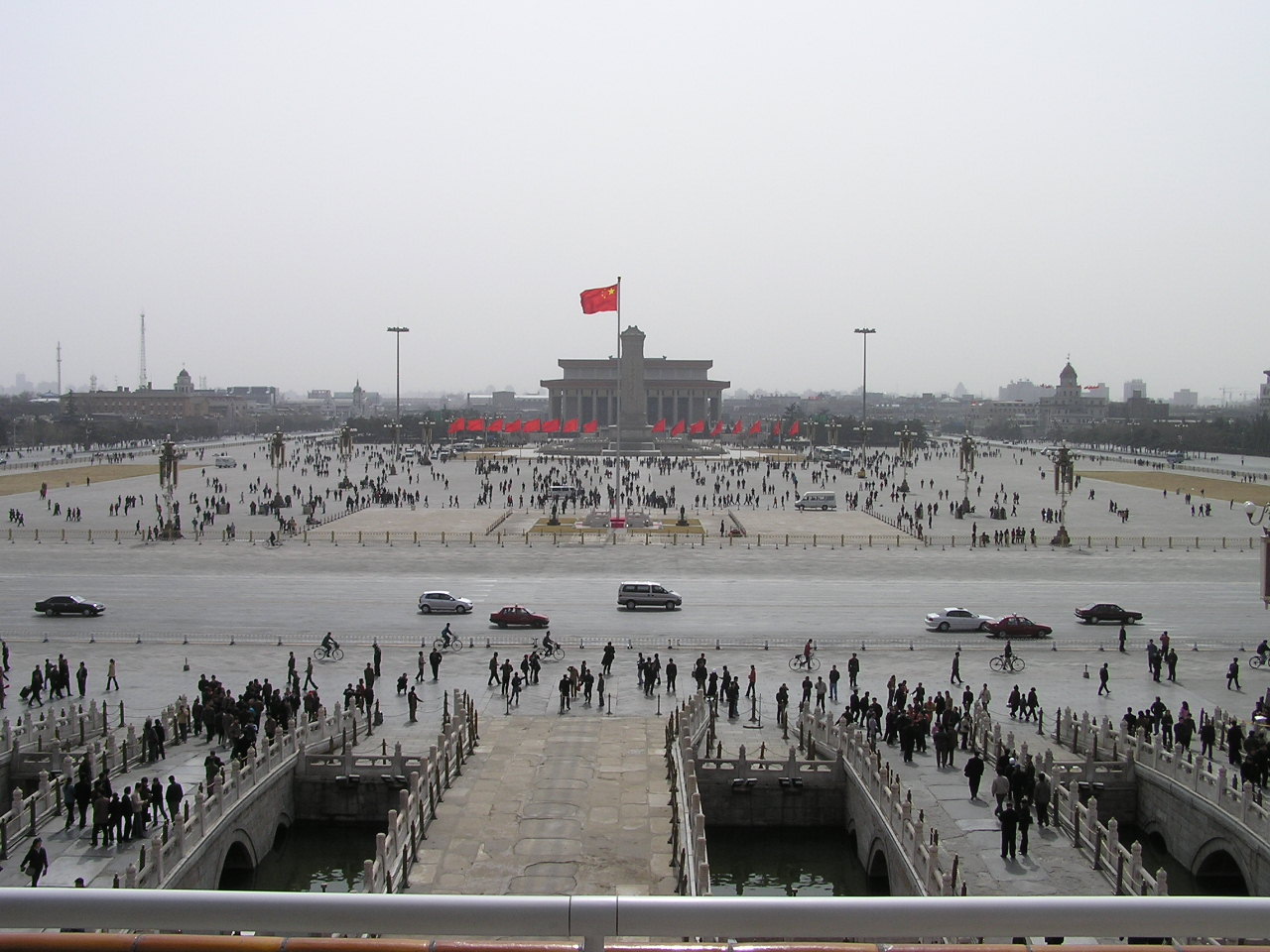
天安门前的西长安街

长安街是中国北京市的西长安街及东长安街的总称，广义上还包括其东、西延长线，是北京市重要的东西轴线，被认为是世界上最长、最宽的道路，也是中国最重要的道路之一，被誉为“中国第一街”或“神州第一街”。长安街东起东单，西至西单，天安门座落于长安街中点的北侧，天安门广场则在其南侧。街从天安门分为两段，即西长安街和东长安街。延长线的范围为以天安门广场为中心东西向延伸，向西延伸至首钢地区、永定河水系、西山山脉，向东延伸至北京城市副中心和北运河、潮白河水系。长安街及其延长线核心区域为东三环国贸桥至西三环新兴桥之间（含天安门地区）。长安街由于其独特的地理位置和符号意义，长期以来是北京乃至中国政治的代名词之一。
2020年颁布的《北京市长安街及其延长线市容环境景观管理规定》要求，长安街及其延长线要始终保持庄严、沉稳、厚重、大气的形象气质，充分发挥展示大国首都形象和中华文化魅力的重要窗口作用。

## 历史

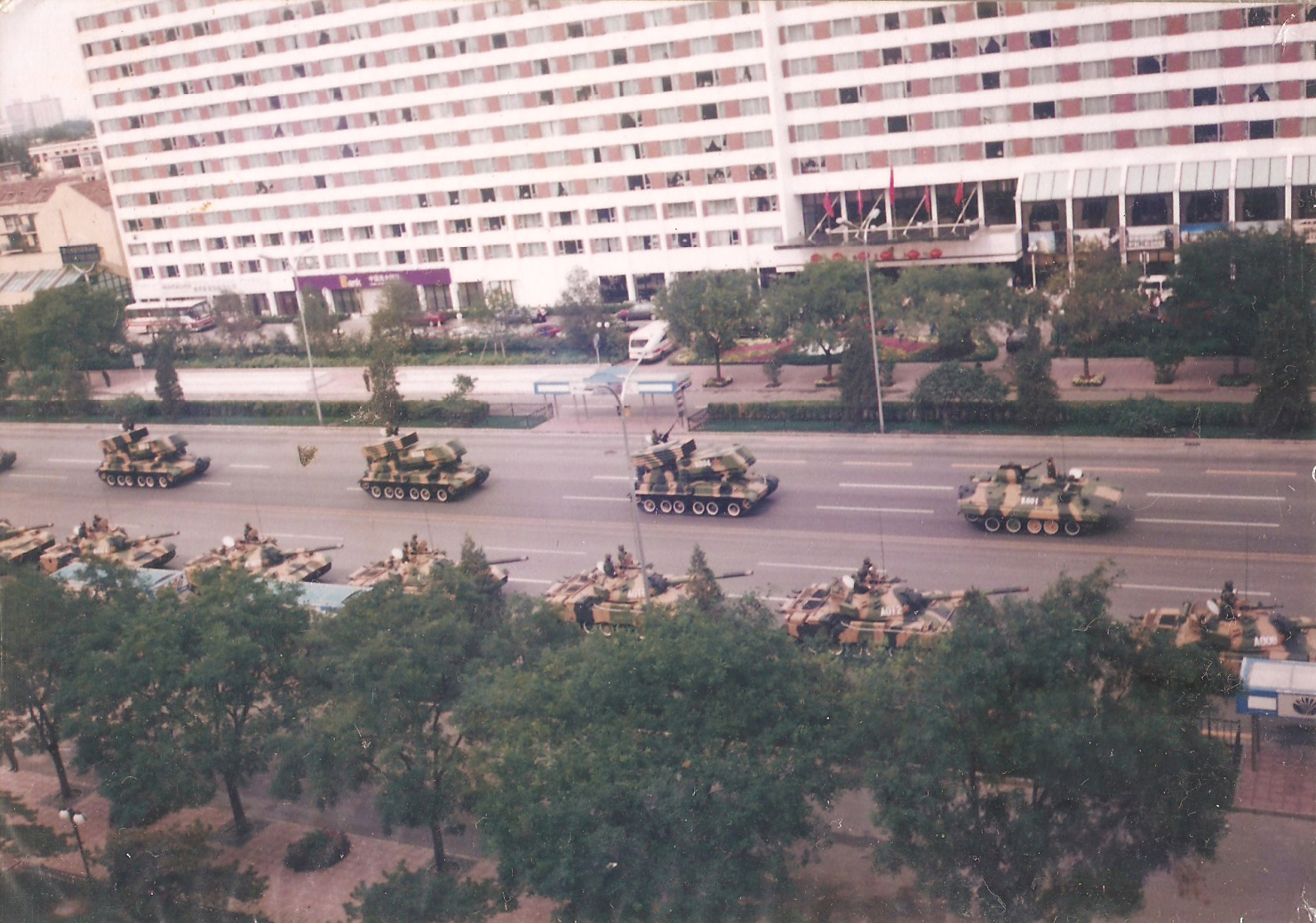
长安街是国庆阅兵的地点。图为1999年阅兵，当时长安街居民拍摄的照片。

长安街修建于明代，是兴建北京紫禁城、皇城和内外城时最主要的道路。据有关资料记载，明成祖永乐四年至十八年（1406－1420年），它与皇城同时建造，是明代兴建北京城总体规划的重要组成部分之一，距今有600年的历史。
明清之时，长安街仅长七、八里，有十里长街之称。当年从长安左门至东单牌楼，名为东长安街；从长安右门至西单牌楼，称西长安街。民國時代，長安左門與長安右門之間的道路被命名為“中山路”，紀念孫中山。1940年，内城城墙的东西两侧的建国门与复兴门被拆开后，東西長安街分別連接建國門内外大街和復興門内外大街，成爲連接内城内外的主幹道，也就是近代长安街的雏形。1952年8月，为了国庆游行和疏导交通的需要，长安左门和右门被拆除。1954年8月，东西长安街两座牌楼被拆除，同年，由于道路拓宽，西单至新华门间的双塔寺被拆除，此外人民英雄纪念碑施工中，纪念碑以南的中华门也被拆除。
文革破四旧运动中曾被改名为“东方红大路”。2009年3月20日，长安街进行夜间大修，并历时5个月，至8月完工，成为长安街10年内的首次大修。
1989年六四天安门事件时，解放军在6月3日晚上10时後，开入天安门广场对示威者进行清场。长安街、木樨地等处发生军民之间的冲突，造成示威者的嚴重伤亡，引起各國譴責中國鎮壓民運及對中國實施制裁。。

## 布局规划
长安街在北京，乃至全中国的的地位都十分重要。天安门和天安门广场就在长安街上。长安街两侧有人民大会堂、中南海及中国国务院部分机关，如公安部、商务部、中央银行中国人民银行等。长安街两侧亦分布很多文化设施，如中国国家博物馆、故宫博物院、中国国家大剧院、北京音乐厅、北京图书大厦、民族文化宫、军事博物馆等。许多重要的商业区也在长安街沿线，如北京商务中心区、东单、王府井、西单和北京金融街。此外，北京站和北京西站也在长安街附近。

## 条例规定
中华人民共和国成立后，当局对长安街制定了一系列严格的法规条例。

### 建筑项目
进入长安街沿线建筑序列，项目首先须在本系统内提出立项申请，经由各层次考核，然后交由该系统主管部委审批。接下来进入北京市规委流程，首先审议申请项目是否符合长安街整体规划，经项目筛选后，再由专家组进行论证（内容包括建筑风格、楼层高度等），论证通过后，交建筑设计单位进行建筑设计，方案会由专家组论证修改，直至达到进入长安街沿线建筑序列的标准。此后，方案将上报给北京市政府审批。再接下来，还要上报国务院作最终批复。

### 交通
长安街实行比较严格的交通管制（如货车昼夜不准进入长安街）。虽然在高峰时期经常会遇到塞車，但是北京市政府已经在长安街对交通讯号灯实行“绿波”，尽力确保车辆流量畅通。
地铁1号线贯穿长安街及其部分延长线。
1998年12月16日，北京市公安局发布“限小令”，规定每日7时至20时，长安街及延长线禁止排气量小于1.0升的小轿车通行。2006年3月31日，北京市政府宣布从4月1日起，长安街除双向最内侧车道分时段禁止排气量在1.0升以下的小轿车行驶外，其他车道取消对排气量在1.0升以下小轿车的限制。
1999年4月15日至6月1日，建国门桥至复兴门桥每日8时至19时禁止两厢式小客车通行。
2015年11月27日起，根据北京市交管局发布的公告，外地牌照车辆每天6时至22时禁止在二环主路和长安街及延长线新兴桥（不含）至国贸桥（不含）之间路段和部分相邻道路行驶。违者将被处以100元罚款并记3分（按“违反禁令标志”标准记分）。

### 广告
2004年10月1日施行起，以下区域或状况禁止商业广告：
1. 长安街（即东起建国门西至复兴门路段，下同）道路两侧100米范围内；
2. 天安门广场地区及广场东侧、西侧各100米范围内；
3. 中南海办公区周边北起文津街府右街路口，南至府右街长安街路段的沿街地区，西起文津街府右街路口，东至文津街北长街的沿街地区，北起文津街北长街路口，南至南长街长安街路段的沿街地区；
4. 长安街从王府井路口以西（不含王府井路口）至西单路口以东（不含西单路口）的路段和天安门广场地区禁止有车身广告的车辆通行。但是，因举行大型活动临时调用的车辆除外[20]。

2020年颁布的《北京市长安街及其延长线市容环境景观管理规定》第十六条要求户外广告设施、牌匾标识、标语宣传品应：(一)户外广告设施应严格按照本市户外广告设置管理有关规定和户外广告设置专业规划进行设置，符合有关安全技术标准，与周围环境相协调。(二)牌匾标识应严格按照本市牌匾标识设置规范进行设置，与周围环境相协调，确保牢固安全、整洁美观，无缺字断亮。(三)标语宣传品应严格按照批准的范围、地点、数量、规格、内容和期限设置。(四)行驶或穿行长安街及其延长线的公共电、汽车辆，应严格按照本市户外广告设置管理有关规定设置车身广告。

## 长安街及其延长线道路列表
- 金安路
- 石景山路
- 复兴路
- 复兴门外大街
- 复兴门内大街
- 西长安街
- 东长安街
- 建国门内大街
- 建国门外大街
- 建国路
- 京通快速路
- 八里桥南街
- 新华西街
- 新华东街
- 通胡大街
- 通胡路